# Deutscher Genossenschafts- und Raiffeisenverband

Verbandslogo

Der DGRV – Deutscher Genossenschafts- und Raiffeisenverband e. V. (DGRV) ist ein Dachverband der deutschen Genossenschaftsorganisation. Der derzeitige Präsident ist Franz-Josef Holzenkamp.
Der 1972 gegründete Verband hat seinen Hauptsitz in Berlin. Des Weiteren sind verschiedene Abteilungen in Bonn in der Adenauerallee angesiedelt (neben dem Raiffeisenhaus). Der DGRV ist aus dem Zusammenschluss der beiden damaligen genossenschaftlichen Spitzenverbände Deutscher Raiffeisenverband e. V. (alt) und Deutscher Genossenschaftsverband (Schulze-Delitzsch) e. V. hervorgegangen. Seither ist der DGRV für alle übergreifenden Themen der genossenschaftlichen Gruppe zuständig.

## Aufgaben
Der DGRV vertritt die gemeinsamen Interessen der Genossenschaftsorganisation in wirtschafts-, rechts- und steuerpolitischen Angelegenheiten gegenüber der Öffentlichkeit, den Medien und der Politik.
Gemeinsam mit europäischen und internationalen Organisationen, etwa Cooperatives Europe in Brüssel, dem Internationalen Genossenschaftsbund ICA (International Co-operative Alliance) in Genf oder der Europäischen Vereinigung der Genossenschaftsbanken EACB (European Association of Co-operative Banks) in Brüssel, vertritt der DGRV die Interessen der deutschen Genossenschaften auf europäischer Ebene und weltweit.
Zudem ist der DGRV Mitglied der Internationalen Raiffeisen Union IRU, welche eine Plattform für den Erfahrungsaustausch zwischen den internationalen Genossenschaftsorganisationen ist.
Außerdem berät der DGRV seine genossenschaftlichen Mitglieder in Fragen der Betriebswirtschaft, der Rechnungslegung und des genossenschaftlichen Prüfungswesens.
Ferner kann der DGRV als Spitzenprüfungsverband der genossenschaftlichen Gruppe alle Prüfungen der genossenschaftlichen Regional- und Bundeszentralen, Spezialinstitute und Verbände durchführen.
Zudem fördert der Verband die Entstehung von Genossenschaften im In- und Ausland.
Vor allem in Ländern der Dritten Welt, aber auch in Mittel- und Osteuropa, wird hierdurch die wirtschaftliche Entwicklung vorangetrieben.
Der DGRV setzt sich jedoch auch für die Gründung neuer Genossenschaften in Deutschland ein. In den letzten Jahren wurden Unternehmen in der Rechtsform der eingetragenen Genossenschaft in den unterschiedlichsten Branchen gegründet.

## Struktur
Beim DGRV sind bis auf die Wohnungsgenossenschaften alle Genossenschaftssparten organisiert.
Hierzu gehören die Kreditgenossenschaften, die ländlichen und die gewerblichen Genossenschaften sowie die Konsumgenossenschaften.
Demzufolge sind die Bundesverbände der genannten Sparten Mitglied im DGRV, im Einzelnen sind das
- Bundesverband der Deutschen Volksbanken und Raiffeisenbanken (BVR)
- Deutscher Raiffeisenverband (DRV)
- DER MITTELSTANDSVERBUND – ZGV
- Zentralverband der deutschen Konsumgenossenschaften (ZDK)

Weiterhin wird der DGRV von den genossenschaftlichen Regional- und Fachprüfungsverbänden sowie den genossenschaftlichen Verbund- und Zentralunternehmen getragen. Hingegen sind die Primärgenossenschaften, also die Genossenschaften auf der ersten Stufe des genossenschaftlichen Verbunds, kein direktes Mitglied beim DGRV.
Unter dem Dach des DGRV sind (mittelbar) etwa 5.400 genossenschaftliche Unternehmen und 20 Millionen Genossenschaftsmitglieder organisiert. In der Genossenschaftsorganisation arbeiten rund 950.000 Menschen. Der genossenschaftliche Verbund ist somit ein wichtiger Wirtschaftsfaktor der deutschen Volkswirtschaft und die mit Abstand mitgliederstärkste Wirtschaftsorganisation in Deutschland.